# Air Gambia
Die Air Gambia war eine gambische Fluggesellschaft mit Sitz in Banjul.

## Geschichte
Die Fluggesellschaft war von 1990 bis 1994 aktiv.

## Flotte
- 3 Boeing 707-323B (HR-AMW, EL-AKC, C5-GOA)[2]
- 1 Iljuschin Il-62[2]